# Magdalena Sureda Pascual
Magdalena Sureda i Pascual (L'Escala, 1924 - L'Escala, 10 de juliol de 2017) fou una empresària, propietària de l'empresa conservera de l'Empordà, Anxoves de l'Escala SA, la va dirigir durant més de quaranta anys. Filla de Carles Sureda i Maria Pascual. Coneguda com a Magda es va casar amb Lluís Malart. Era una persona innovadora, avançada a la seva època com va demostrar al llarg de la seva vida, un exemple és que va ser la primera dona de l'Escala a treure's el carnet de conduir.
Anxoves de l'Escala, va ser fundada pel seu pare l'any 1939. El negoci va fer un gir quan un any després la seva mare, Maria, va decidir treure al carrer un excedent de peix conservat en salaó per vendre. L'èxit de les vendes i la visió de Magdalena va fer que l'empresa anés abandonant de manera gradual la venda de peix fres i dedicar-se en la salaó.
Magdalena Sureda va agafar a finals dels anys 50 el timó de l'empresa. Als anys setanta va tornar a revolucionar la indústria conservera amb la introducció dels filets d'anxova en oli d'oliva que aleshores era desconegut a Catalunya. L'any 2014 la Cambra de Comerç de Girona va distingir l'empresa pels seus 75 anys. Coincidint amb aquest aniversari l'empresa ha recuperat el nom de Magdalena Sureda en el logo de tots els seus productes.